# Alain-Fournier

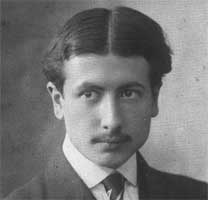
Alain-Fournier (1913)

Alain-Fournier (eigentlich Henri-Alban Fournier; * 3. Oktober 1886 in La Chapelle-d’Angillon, Centre-Val de Loire; † 22. September 1914 in Les Éparges bei Verdun) war ein französischer Schriftsteller.

## Leben und Schaffen

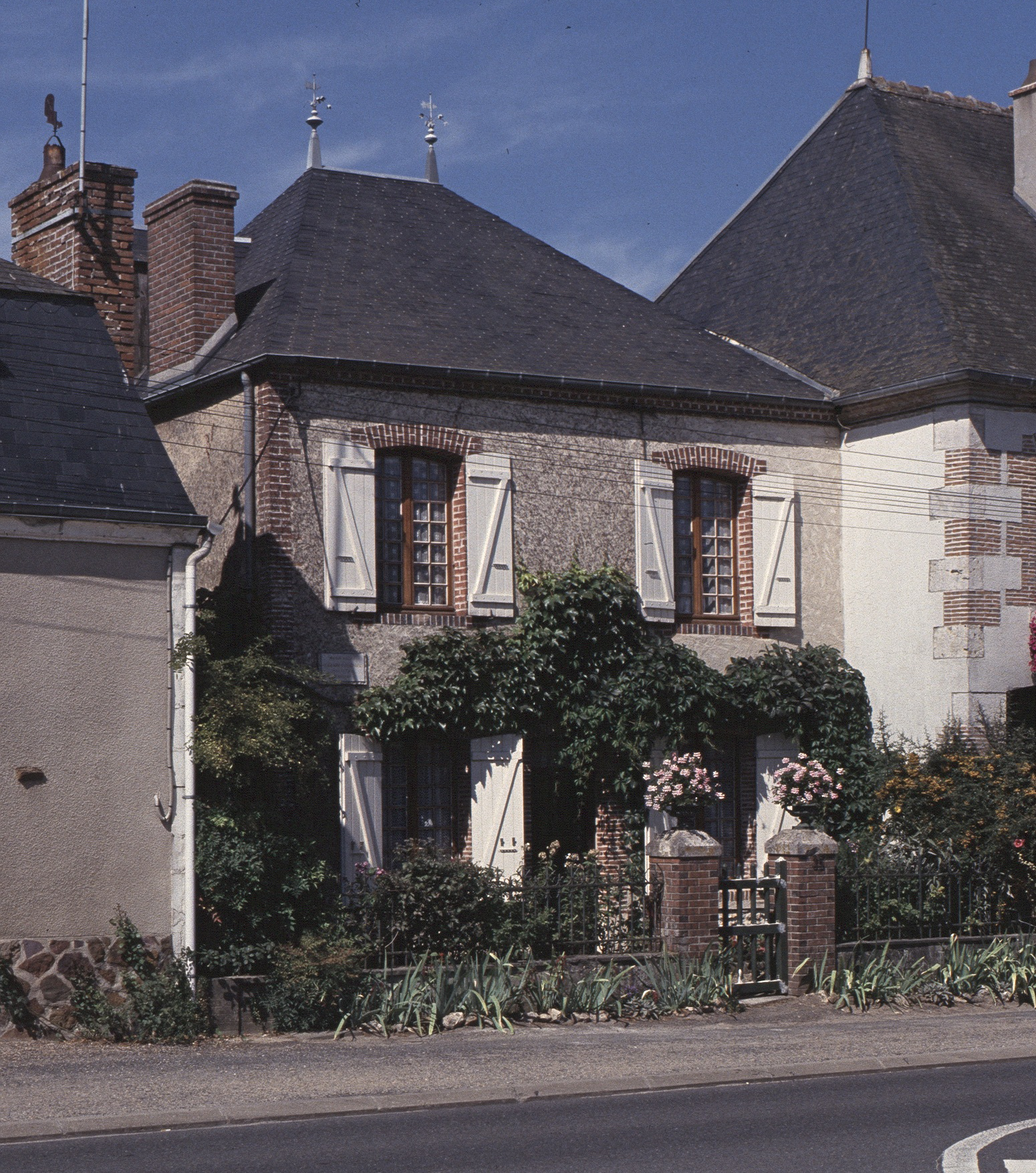
Geburtshaus Alain-Fourniers in La Chapelle-d’Angillon

Alain-Fournier (wie er sich – ohne einen Vornamen – als Autor nannte) wurde im zentralfranzösischen Berry als erstes Kind eines Lehrerehepaares geboren. Seine Kindheit verbrachte er mit seiner drei Jahre jüngeren Schwester Isabel auf dem Land, mit 12 wurde er in eine „Pension“ (Privatschule mit Internat) in Paris geschickt, weil er anschließend dort ein renommiertes Gymnasium, das Lycée Voltaire, besuchen und später als Wissenschaftler arbeiten sollte. Mit 15 wechselte er jedoch auf das Gymnasium von Brest, das Vorbereitungsklassen für die französische Marineschule führte, denn er hatte beschlossen, Marineoffizier zu werden. Mit 16 gab er diese Idee wieder auf und absolvierte mit 17 das Abitur in Bourges.
Danach, ab Oktober 1903, besuchte er die Vorbereitungsklassen für die Elitehochschule für Lehrer (ENS) am Lycée Lakanal in Sceaux bei Paris. Hier schloss er Freundschaft mit Jacques Rivière, mit dem er sich gemeinsam literarisch zu interessieren und zu betätigen begann (und der 1908 sein Schwager wurde).
Am Himmelfahrtstag 1905, mit knapp 19, hatte er eine flüchtige Begegnung mit einer jungen Frau, Yvonne de Quièvrecourt, in die er sich schwärmerisch verliebte. Er verlor sie aber nach einem weiteren kurzen Treffen aus den Augen und erfuhr zwei Jahre später enttäuscht, dass sie inzwischen geheiratet hatte. Auch seine Hoffnungen auf einen Studienplatz an der ENS erfüllten sich nicht: nach einem dritten Jahr Vorbereitungsklasse, nunmehr am Lycée Louis-le-Grand, hatte er zum zweiten Mal Pech bei der Aufnahmeprüfung (concours) und musste sein Ziel einer Karriere als Gymnasial- oder gar Universitätsprofessor aufgeben.
Während sein Freund Rivière, der ebenfalls keinen Studienplatz an der ENS erhalten hatte, nach Bordeaux ging, um an der dortigen Universität ein Examen abzulegen, mit dem er Gymnasiallehrer im Angestelltenverhältnis werden konnte, absolvierte Alain-Fournier zunächst (1907–09) den Militärdienst. Während eines Urlaubs besuchte er den Wallfahrtsort Lourdes, der ihn beeindruckte.
Ende 1907 publizierte er einen ersten längeren Text unter dem Pseudonym Alain-Fournier: den Essay Le Corps de la femme (‚Der Körper der Frau‘). 1909, gegen Ende seiner Militärzeit, versuchte auch er die Prüfung zur Licentia docendi abzulegen, um angestellter Englischlehrer werden zu können. Offenbar war er jedoch schlecht vorbereitet und scheiterte.
Zurück in Paris war er von April 1910 bis 1912 freier Mitarbeiter als Literaturkritiker bei der Zeitung Paris-Journal. Während dieser Zeit hatte er eine sehr wechselhafte Beziehung mit der Modistin Jeanne Bruneau. Ende 1910 lernte er den 13 Jahre älteren Romancier Charles Péguy kennen, der ihn zu der katholischen Frömmigkeit seiner Kindheit zurückzuführen versuchte. Durch ihn wurde ihm die nicht allzu arbeitsintensive Stellung eines Privatsekretärs bei dem Bankier Claude Casimir-Périer vermittelt, die er ab 1912 bekleidete.
In diesen Jahren schrieb er an dem Roman, der ihn berühmt machen sollte: Le grand Meaulnes (Der große Meaulnes). Dieser erschien zunächst in fünf Fortsetzungen von Juli bis November 1913 in der jungen Zeitschrift La Nouvelle Revue Française, bei der Schwager Rivière seit dem Vorjahr Redaktionssekretär war. Im Herbst kam er auch als Buch heraus. Der Erfolg des Buches war sofort beachtlich, es kam in die engste Wahl für den Prix Goncourt.
Bei einem Wiedersehen 1913 mit seiner großen Liebe Yvonne de Q., die inzwischen zwei Kinder hatte, konnte sich Alain-Fournier mit der Tatsache trösten, dass er seit kurzem eine sehr attraktive Geliebte vorzuweisen hatte: die bekannte Schauspielerin Madame Simone, Frau seines Chefs Casimir-Périer. Diese inspirierte ihn denn auch zu einem neuen, jedoch unvollendet gebliebenen Roman mit dem Titel Colombe Blanchet, der erst postum gedruckt wurde.
Als am 1. August 1914 der Erste Weltkrieg ausbrach, wurde Alain-Fournier als Leutnant der Reserve eingezogen. Bei den Kämpfen um Éparges, südlich von Verdun, kehrte er am 22. September mit seinen Leuten von einer Patrouille nicht zurück und blieb vermisst. Erst 1991 wurden seine sterblichen Reste dank der Erkennungsmarke in einem Massengrab identifiziert und auf den Soldatenfriedhof von Saint-Remy-la-Calonne umgebettet.
Der frühe Tod Alain-Fourniers war nicht unbeteiligt an der enormen Verbreitung, die der Grand Meaulnes in der Zwischenkriegszeit und auch danach noch erfuhr, wo er zum Kultbuch von Generationen junger Leser avancierte. In Deutschland wurde er ebenfalls viel gelesen und ist noch heute in verschiedenen Übertragungen bei mehreren Verlagen erhältlich.
Am 9. September 2014 wurde der Asteroid (13534) Alain-Fournier nach ihm benannt.

### Werke
- Le grand Meaulnes, Roman 1913 (dt. Der große Meaulnes oder seltener auch Der große Kamerad)
- Colombe Blanchet, Romanfragment 1914
- Miracles, Gedichte

### Werkausgaben
- Le grand Meaulnes, Paris (Garnier) 1986 (enthält den Roman selbst und Entwürfe dazu, sowie die Gedichte und Erzählungen, die 1925 unter dem Titel Miracles erschienen)
- Correspondance Jacques Rivière - Alain-Fournier, Paris (Gallimard) 1991 (enthält den Briefwechsel von 1904 bis 1914)

### Biographie
- Isabelle Rivière: Vie et passion d’Alain-Fournier, Monaco (Jaspard) 1963, im Verlag Fayard (Paris) 1989 veröffentlicht unter dem Titel Alain-Fournier, verfasst von der Schwester Alain-Fourniers, mit Auszügen aus der Korrespondenz mit der Familie
- Violaine Massenet: Alain-Fournier: biographie. Paris (Flammarion) 2005, ISBN 2-08-068173-7.